# Afera Šmarna gora
Afera Šmarna gora je ime za spor med tedanjim slovenskim selektorjem nogometne reprezentance Srečko Katancem in tedanjim najboljšim slovenskim reprezentantom Zlatko Zahovićem na svetovnem prvenstvu na Japonskem in Južni Koreji leta 2002. Spor med akterjema afere je izbruhnil 2. junija 2002 v slačilnici po tekmi Slovenija - Španija, ki  v Gvangdžuju, ki jo je Slovenija izgubila s 1:3. Glavni povod za spor je bila Zahovićeva menjava med tekmo in prejšnja trenja med njim in selektorjem . V prepiru v katerem ni manjkalo težnih besed je Zahović selektorju Katancu med drugim dejal, da lahko kupi njega, njegovo družino in tudi Šmarno goro.
Slovenska javnost je za spor izvedela 5. junija 2002 po zaslugi hrvaškega časopisa Sportske Novosti, ki je objavil podrobnosti dogajanja po tekmi v slačilnici. V četrtek, 6. junija 2002, je prišlo do končnega razpleta spora. Nogometna zveza Slovenije je 
Zahovića izključila iz reprezentance in je moral zapustiti reprezentančni tabor. V nadaljevanju prvenstva je Slovenija izgubila še proti JAR (1:0) in proti Paragvaju (3:1) in se iz Azije odpravila brez osvojenih točk. Katanec pa se je po svetovnem  prvenstvu poslovil od vodenja reprezentance.